# Кубок Ліхтенштейну з футболу 1984—1985
Кубок Ліхтенштейну з футболу 1984—1985 — 40-й розіграш кубкового футбольного турніру в Ліхтенштейні. Титул здобув Вадуц.

## Перший раунд
| Команда 1   | Рахунок | Команда 2 |
| ----------- | ------- | --------- |
| Ешен-Маурен | 2–1     | Шан       |
| Трізенберг  | 2–6     | Руггелль  |
| Трізен      | 0–2     | Вадуц     |

Вільний від першого раунду Бальцерс.

## 1/2 фіналу
| Команда 1   | Рахунок | Команда 2 |
| ----------- | ------- | --------- |
| Ешен-Маурен | 6–3     | Руггелль  |
| Вадуц       | 3–1     | Бальцерс  |

## Фінал
| 16 травня 1985 |

| Вадуц | 3–1 | Ешен-Маурен |
| ----- | --- | ----------- |
|       |     |             |

| Бальцерс |